# Jawoll (Markt)
Die J. A. Woll-Handels GmbH (oder auch Jawoll, ein Akronym für „Jacken Anzüge Wolle“) ist ein deutsches Filialnetz an Discountern, ehemalig Sonderpostenmärkte, mit Sitz in Soltau.  Ende 2018 betrieb Jawoll 86 Filialen mit Schwerpunkt in Nord- und Mitteldeutschland.

## Unternehmensgeschichte
Rolf-Dieter Stern eröffnete bereits 1985 einen ersten Jawoll-Sonderpostenmarkt in Soltau, gefolgt von einem weiteren in Uelzen fünf Monate später. Aufgrund des fehlenden Erfolges mit nur zwei Standorten beschloss Stern, sich mit Wolf-Hinrich Haltermann, Johannes Schaaf und Reiner Schulte zusammenzutun. Gemeinsam gründeten sie die J. A. Woll-Handels GmbH im Jahr 1987, wobei jeder Geschäftsführer seine eigenen Standorte besaß. Das Handelsunternehmen war ursprünglich ein Ankäufer von Restposten, Saison-Überhängen und Waren aus Versicherungsschäden. Zudem wurde Ware aus China, Pakistan, Indonesien, Vietnam und der Türkei importiert.
Im Jahr 2007 gaben die vier ehemaligen Geschäftsführer ihre Position an Sterns Sohn Ingo Stern ab. Daraufhin wurden im selben Jahr auch Nils Hansen und Ralf Hartwich zu Geschäftsführern. Neben der Marke Jawoll gab es nach der Übernahme des Unternehmens Fulda 2008 auch HaFu, was „Hat alles für uns“ bedeutet. Am 8. Dezember 2009 verschmolzen vier Unternehmen in die bereits Ende 2007 von Ingo Stern gegründeten Jawoll Vertriebs GmbH und gaben damit ihre Filialen ab.
Im Jahr 2014 übernahm die Luxemburger Holding SBR Europe, Besitzer der B&M Group, das Unternehmen mit 80 % mehrheitlich. Darauffolgend verschmolz die Jawoll Vertriebs GmbH mit den verbleibenden Vertriebsunternehmen von Stern. 2017 wurden alle HaFu-Märkte, um einheitlich aufzutreten, in Jawoll umbenannt.
2017 traten Ingo Stern und Nils Hansen gefolgt von Hartwich im Jahr 2018 von ihren Positionen zurück und Christian Müller wurde neuer Geschäftsführer. Ingo Stern und Ralf Hartwich blieben Minderheitsgesellschafter.
Die Filialen wurden nach dem Verkauf an die B&M Gruppe umgebaut, Firmenlogo und Warensortiment wurden erneuert.
Im Jahr 2019 trat Christian Müller von seiner Position zurück und Ralf Hartwich wurde wieder geschäftsführender Gesellschafter.
Im Jahr 2020 wurden die 80 % Unternehmensanteil an Jawoll, die durch die Luxemburger Holding SBR Europe gehalten wurden, an eine bundesdeutsche Investorengruppe, um den bisherigen Gesellschafter Ralf Hartwich, verkauft.

## Unternehmen heute

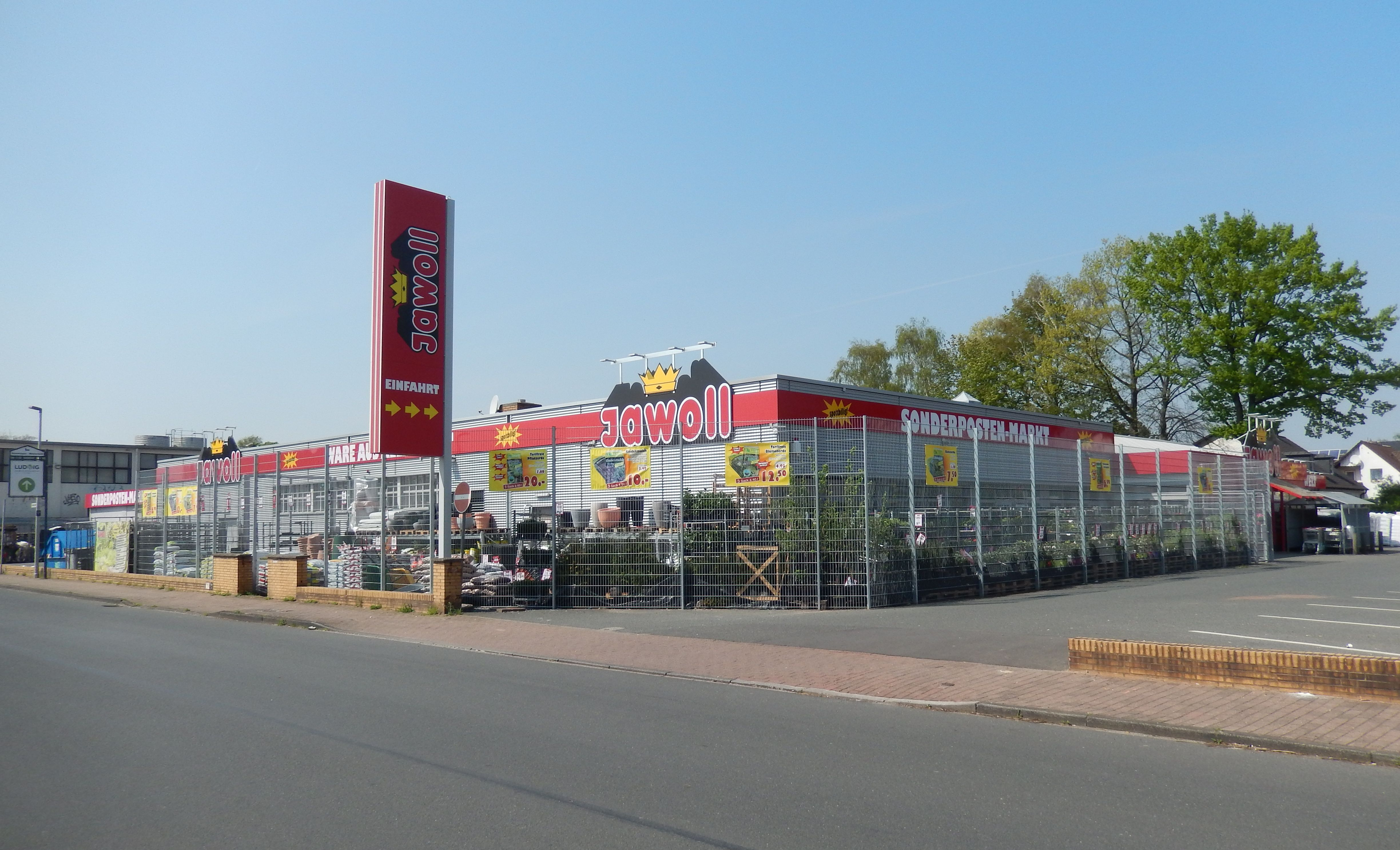
Jawoll-Markt in Hemmingen bei Hannover

Die Organisation der J. A. Woll-Handels GmbH besteht aus vier Teilen, welche dem Geschäftsführer unterliegen: Einkauf, Marketing und Logistik, Immobilienmanagement sowie der Vertrieb über die Jawoll Vertriebs GmbH, einem Tochterunternehmen. Einkäufe erfolgen zentral im Unternehmenssitz in Soltau und werden vom Chief Commercial Officer verwaltet, welchem das Logistikmanagement sowie 25 weitere Mitarbeiter im Handel unterstellt sind. Im Immobilienmanagement sind zwei Mitarbeiter für die Verwaltung von Immobilien zuständig.
Die Märkte laufen über einen Franchisevertrag und unterliegen dem Chief Operating Officer. Die Regionalleiter sind für eine Vielzahl von Märkten zuständig, welche von den entsprechenden Marktleitern verantwortet werden.
Jawoll betreibt eine aktive und schnelle Expansion, seit 2007 öffnen im Durchschnitt jährlich zwei bis drei Filialen. Im Geschäftsjahr 2017/18 wurden elf Filialen eröffnet. In der Vergangenheit ersetzen die Jawoll-Märkte geschlossene Filialen der Konkurrenz wie Hagebau und Toom.
Das Unternehmen vermarktet sich überwiegend über Werbebeilagen in Zeitungen und im Internet, wo die neuesten Wochenangebote beworben werden. 2016 waren es wöchentlich 2,6 Millionen Werbebeilagen. Die Prospekte werden vom Unternehmen selbst erstellt.
Die Jawoll Vertriebs GmbH beschäftigte im Jahr 2018 insgesamt 1.279 Mitarbeiter.
Das Unternehmen bildet zum Fachlageristen, Verkäufer bzw. Kaufmann im Einzelhandel sowie zum Kaufmann im Groß- und Außenhandel aus.

## Sortiment
Jawoll bietet Produkte in den Bereichen Lebensmittel, Getränke, Drogerie, Tiernahrung, Haushalt, Dekoration, Elektro, Kleinmöbel sowie Kleidung und Schuhe an. Darüber hinaus gibt es saisonale Angebote wie Pflanzen, Gartenartikel, Fahrräder und Dekoration für die Festtage. Die Märkte haben bis zu 40.000 Artikel im Sortiment.
Seit der Integrierung in die B&M Group und dem Übergang zu einem Discounter haben die Märkte ihr Sortiment ausgebaut. Bekannte Marken wie Nestlé, Corny und Milka im Lebensmittel- sowie Whiskas und Frolic im Tiernahrungsbereich wurden ein fester Bestandteil.